# Freden (Leine)
Freden (Leine) ist eine Gemeinde im Landkreis Hildesheim in Niedersachsen.

## Geografie

### Geografische Lage
Freden liegt südöstlich von Alfeld und nordwestlich von Bad Gandersheim zwischen den Höhenzügen Selter und Sackwald an der Leine.

### Gemeindegliederung
Für die Gemeinde Freden (Leine) sind folgende Ortsteile ausgewiesen (in Klammern die Einwohner der Ortschaften am 31. Dezember 2020):
- Everode (489)
- Freden (Leine) mit Meimerhausen (2982)
- Landwehr, bestehend aus Eyershausen, Ohlenrode und Wetteborn (524)
- Winzenburg mit Westerberg, Klump und Schildhorst (674)

## Geschichte

### Mittelalter
Erstmals wurde der Ort 1068 urkundlich als Fredenon erwähnt. Fredenon war ein Archidiakonbezirk mit Grafschaftsrechten in dem Ort Grossfreden, der dem Hildesheimer Bischof unterstand.
Bei Steinbrucharbeiten im Höhenzug Selter bei Freden wurden 1959 am Aschenstein Tierknochen gefunden. Ausgrabungen erbrachten durch die C 14-Altersbestimmung einen jungpaläolithischen Rentierjäger-Lagerplatz aus der Zeit 15.000 v. Chr. Bis dahin waren keine älteren Besiedlungsreste in Mitteleuropa belegt. Das Leinetal ist für Altersfunde sehr ergiebig, beispielsweise wurde in den Apenteichen bei Winzenburg eine Bronzespange aus dem 7. Jahrhundert v. Chr. gefunden, auch römische Münzen aus der Zeitspanne von 100 v. bis 100 n. Chr. gehören zu den Fundstücken.
Die Leine trennte die Orte Groß-Freden (um 1000 zum Gau Aringo gehörig) und Klein-Freden (zum Gau Flenithi gehörig). 1068 schenkte Heinrich IV. einige westlich der Leine gelegene Orte, darunter auch Fredenon (Groß-Freden), dem Hildesheimer Bischof.
1235 führte die Zersplitterung Sachsens zur Loslösung des Bistums Hildesheim. Das Bistum erhielt dabei weltliche Rechte. Der Bischof nannte sich ab diesem Zeitpunkt Fürst (Fürstentum Hildesheim). Um 1344 errichteten die Herren von Freden die Burg Hausfreden, und 1347 erwarben sie vom Fürstbischof das Dorf Groß-Freden. Sie gaben die Burg bald weiter an die Herren von Wettberg. Deren Nachfolger, die Herren von Rheden, betätigten sich von der Burg aus als Raubritter. Daraufhin wurde die Burg 1402 belagert und zerstört.

### Neuzeit
Nach der Hildesheimer Stiftsfehde 1519/23 gehörte das Amt Winzenburg (damit auch Groß und Klein Freden) von 1523 bis 1643 zum Fürstentum Braunschweig-Wolfenbüttel.
Erst 1863–1867 durch die Verkoppelung, Beendigung der Dreifelderwirtschaft mit Aufnahme der Fruchtfolgewirtschaft mit Zuckerrüben kam es zur Verbesserung der ländlichen Lebensbedingungen. Der Auswanderungsdruck ließ nach, und auch die Hollandgängerei erübrigte sich. Nach der Begründung des Kaiserreiches begann 1871 eine stürmische Entwicklung von Handel, Gewerbe und Industrie. Es gab 1744 zwar bereits eine Glashütte in Westerberg (grünes Glas) und 1793 die Glashütte in Schildhorst (weißes Glas). 1852 begann der Eisenbahnbau; 1854 wurde Freden erreicht.

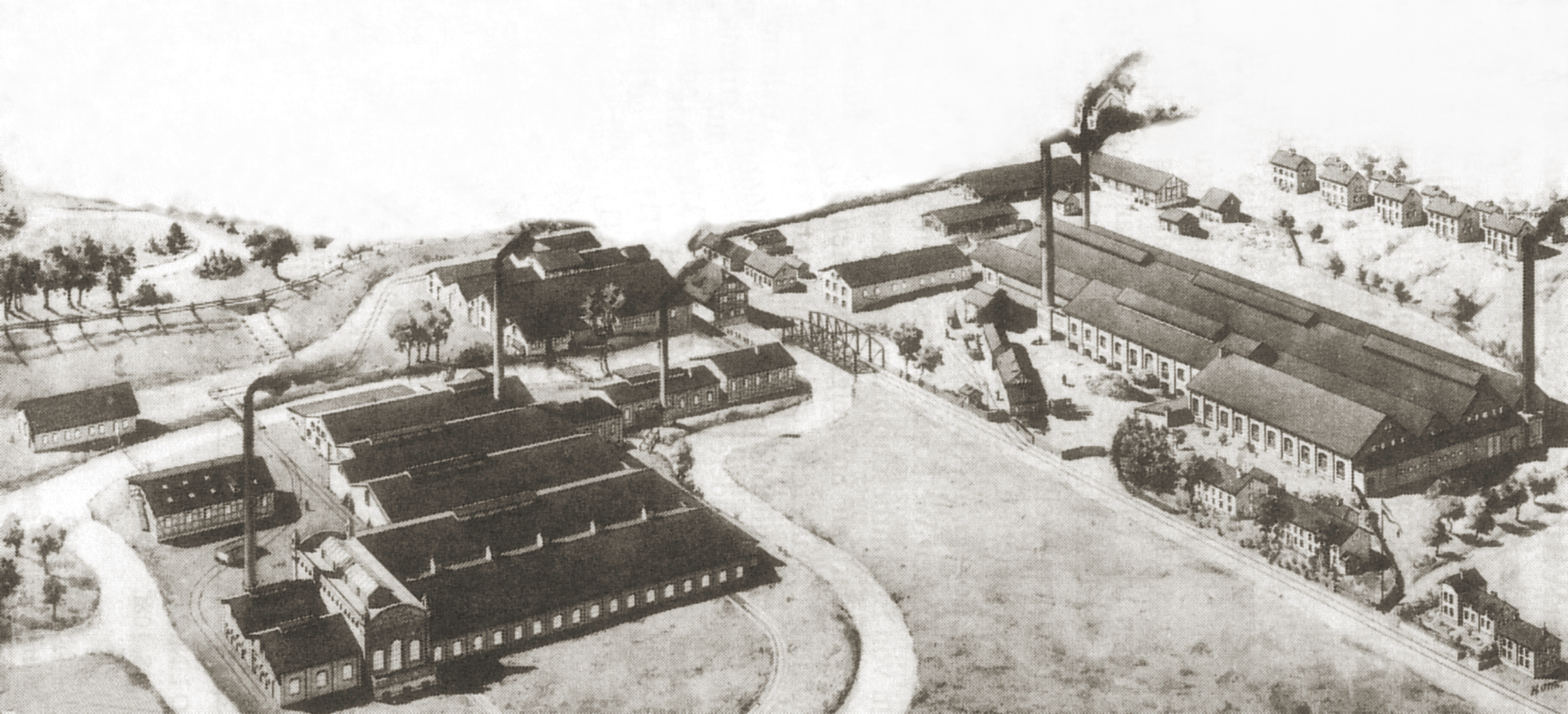
Das Werk Freden der Deutschen Spiegelglas AG um 1900

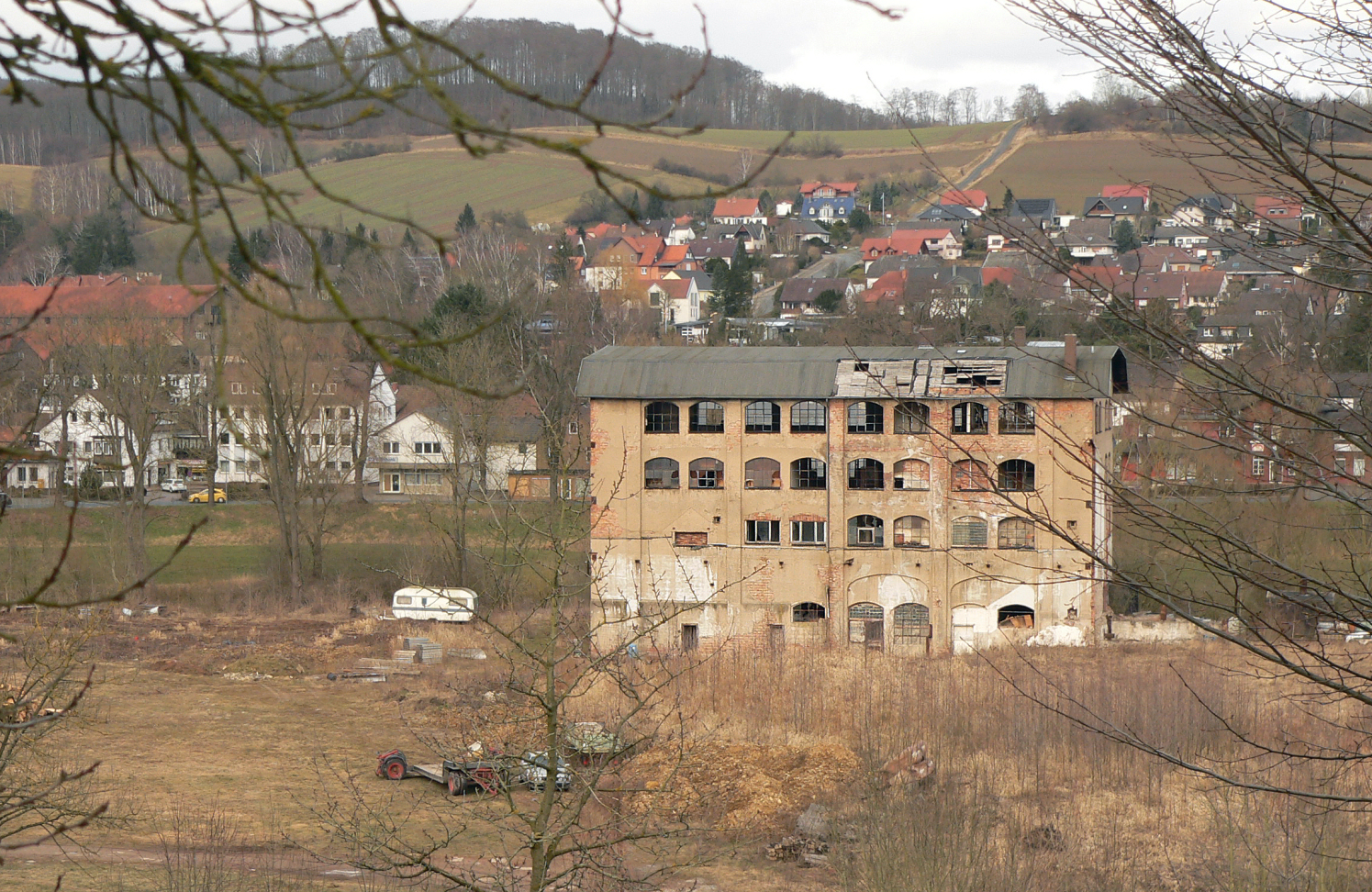
Letztes Gebäude der Fabrik

1869 gründeten die Gebrüder Obermann in Winzenburg eine Schuhleistenfabrik. Der Aufschwung kam 1871 mit dem Bau einer Gussglasfabrik der Deutschen Spiegelglas AG in Freden, die ihren Betrieb 1936 einstellte. 1890 begann das Kalkwerk am Selter seinen Betrieb. 1894 wurde die Stahl-Leinebrücke gebaut. 1896 wurde der Kalischacht „Hohenzollern“ abgeteuft und 1900 das erste Kalisalz gefördert. 1908 erfolgte nach einem Brand der Wiederaufbau der Schuhleistenfabrik Obermann. 1910 verzeichnete Freden den wirtschaftlichen Höhepunkt. In vier Betrieben waren 1800 Beschäftigte tätig. Der Bahnhof fertigte täglich zwei Güterzüge ab. Die 16 großen Schornsteine brauchten jede Menge Steinkohle zur Energieerzeugung.
Zu Beginn des 20. Jahrhunderts zählte Groß Freden 1748 und Klein Freden 1216 Einwohner.
Der Erste Weltkrieg (Kohle- und Absatzmangel) und die inflationären Entwicklungen 1922/23 setzten den Firmen wirtschaftlich zu, so dass von 1925 bis 1936 die gesamte Industrie Fredens darniederlag. Die während des Zweiten Weltkriegs tätigen Nachfolgefirmen wie „Deutsche Faserstoff“ und die Brinker Eisenwerke mit zusammen etwa 1000 Arbeitskräften waren nur einige Jahre Arbeitgeber.
Im Zweiten Weltkrieg fiel am 20. Februar 1944 eine Sprengbombe auf Klein Freden: Drei Menschen wurden getötet und sieben verletzt, ein Wohnhaus und eine Scheune wurden zerstört, vier Häuser leicht beschädigt. Am 21. Februar 1944 wurde Groß Freden von Spreng- und Brandbomben getroffen, dabei entstanden an Gebäuden nur leichte Schäden, und ein Einwohner wurde verletzt.

### Ortsnamen
Alte Bezeichnungen des Ortes sind 1100–1200 Vreden, 1068 Fredenon, 1158 Vreden, 1178 Freten und 1179–80 Vreden.
Ausgehend von einem Ansatz „Freþ-un-, Freþ-en-“ ist die Entwicklung zum modernen Namen ohne Probleme nachzuvollziehen. Der Ortsname wird zu „friðu“ für „Frieden“ gestellt. Im Englischen existiert „frith“ für „Wald“. Dieses „friþ-“ für „Wald“ wird hier auch in der Basis von Freden angesetzt. Eine Deutung als „Wald“ ist angesichts der Lage des Ortes in einem waldreichen Gebiet plausibel und überzeugender als eine Verbindung mit „Frieden, Schutz“. Der Ortsname ist ein altertümlicher germanischer Name.

### Eingemeindungen
Am 1. Oktober 1948 vereinigten sich Groß und Klein Freden politisch zur Gemeinde Freden (Leine). Im Juli 1965 entstand durch freiwilligen Zusammenschluss die Samtgemeinde Freden (Leine) mit den Gemeinden Everode, Freden, Winzenburg, Eyershausen, Ohlenrode und Wetteborn. Am 1. März 1974 kam Meimerhausen hinzu. Am 1. November 2016 wurde die Samtgemeinde in die Einheitsgemeinde Freden (Leine) umgewandelt.

## Politik

### Gemeinderat
Der Rat der Gemeinde Freden besteht aus 14 Ratsfrauen und Ratsherren. Dies ist die festgelegte Anzahl für eine Gemeinde mit einer Einwohnerzahl zwischen 3.001 und 5.000 Einwohnern. Die Ratsmitglieder werden durch eine Kommunalwahl für jeweils fünf Jahre gewählt. Neben den 14 in der Gemeinderatswahl gewählten Mitgliedern ist außerdem der hauptamtliche Bürgermeister im Rat stimmberechtigt.
Die letzten Kommunalwahlen ergaben die folgenden Sitzverteilungen: (*inkl. Bürgermeister)
| Kommunalwahl       | WG Freden | SPD | CDU | Parteilose | Grüne | FB | Gesamt   |
| ------------------ | --------- | --- | --- | ---------- | ----- | -- | -------- |
| 12. September 2021 | 5         | 4   | 4   | 1*         | 1     | –  | 15 Sitze |
| 11. September 2016 | 4         | 7   | 3   | 1*         | –     | –  | 15 Sitze |
| 11. September 2011 | 2         | 9   | 3   | –          | 1     | –  | 15 Sitze |
| 10. September 2006 | 3         | 8   | 3   | –          | –     | 1  | 15 Sitze |
| 09. September 2001 | 4         | 7   | 2   | –          | –     | 2  | 15 Sitze |

### Bürgermeister
Durch die Umwandlung der Samtgemeinde Freden in die Einheitsgemeinde Freden ist die Wahl eines hauptamtlichen Bürgermeisters am 11. September 2016 notwendig geworden, aus der Wolfgang Heimann (parteilos) mit 54,3 Prozent der Stimmen als Sieger hervorging. Bei der Bürgermeisterwahl 2021 wurde Daniel Bernhardt mit 60,27 Prozent der Stimmen im ersten Wahlgang in das Amt gewählt.

### Ehemalige Bürgermeister
- Wolfgang Heiman (2016–2021)

### Ortsrat
Der Ortsrat, der den gleichnamigen Ortsteil Freden vertritt, setzt sich aus sieben Mitgliedern zusammen. Die Ratsmitglieder werden durch eine Kommunalwahl für jeweils fünf Jahre gewählt.
Bei der Kommunalwahl 2021 ergab sich folgende Sitzverteilung:
| Ortsrat 2021Insgesamt 7 Sitze - SPD: 1 - CDU: 2 - WGF: 4 |

### Ortsbürgermeister
Die Ortsbürgermeisterin von Freden ist Svenja Schwark (WG-Freden). Ihr Stellvertreter ist Hartmut Hennecke (CDU).

### Ehemalige Ortsbürgermeister Freden
- Hartmut Hennecke (2016–2021)
- Rüdiger Paulat (2010–2016)
- Dieter Schubert (2001–2010)

### Wappen
Der Entwurf des Kommunalwappens der Gemeinde Freden stammt von dem Heraldiker und Wappenmaler Gustav Völker, der sämtliche Wappen in der Region Hannover entworfen hat. Nach der Zusammenlegung von Klein- und Groß-Freden nahm die neue Gemeinde das Wappen von Klein-Freden mit Genehmigung des Niedersächsischen Ministers des Innern an. Die Verleihung durch diesen erfolgte am 12. Januar 1950.
| Wappen von Freden | Blasonierung: „In Rot eine silberne Burg mit Zinnenmauer, vorspringendem Torbau, zwei runden Zinnentürmen und geschlossenem goldenen Tor; über dem Torbau ein herschauender silberner Hirschkopf mit goldenem Vierzehnenderkronengeweih.“ |
| Wappen von Freden | Wappenbegründung: Der ganze „Dorfteil auf dem Berge“ war einst burgartig ausgebaut, mit der Kirche und ihrem festen Turm im Mittelpunkt als Kernwerk und letztem Zufluchtsort. Der Raum östlich der St.-Laurentius-Kirche heißt noch heute „Hinter dem Burghof“, und die Keller des danebenliegenden Hofes bestehen aus gewaltigen Gewölben mit Schießscharten und enthalten die Ansätze unterirdischer, jetzt verschütteter und vermauerter Ganganlagen, wovon die Sage allerlei zu berichten weiß. Der Hirschkopf als Beizeichen soll die Burg als die Fredener kennzeichnen; denn das Geschlecht der Ritter von Freden, deren Burg sich südlich des Ortes erhob, führte den Hirsch als Wappentier. |

## Verkehr

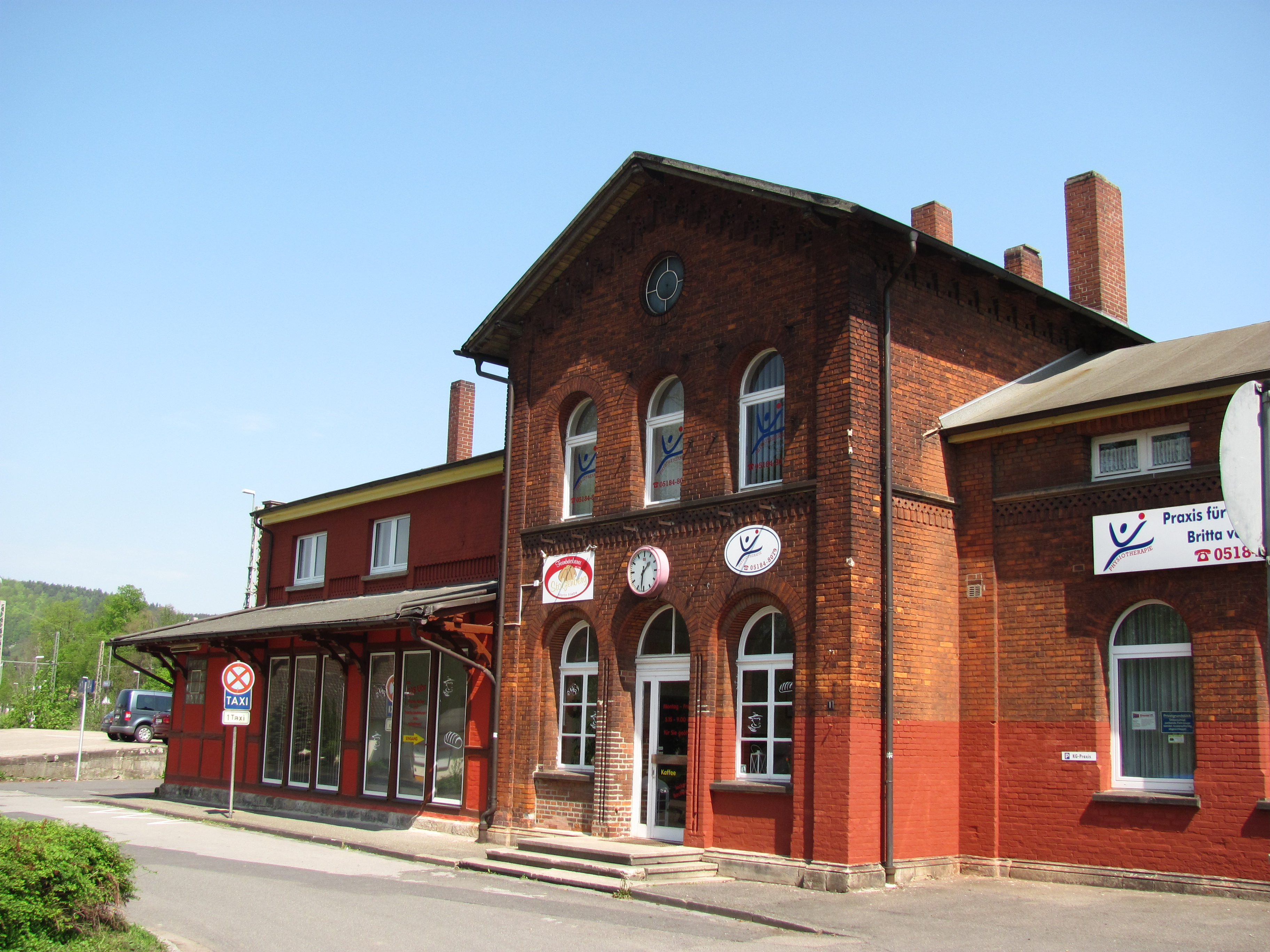
Bahnhof Freden

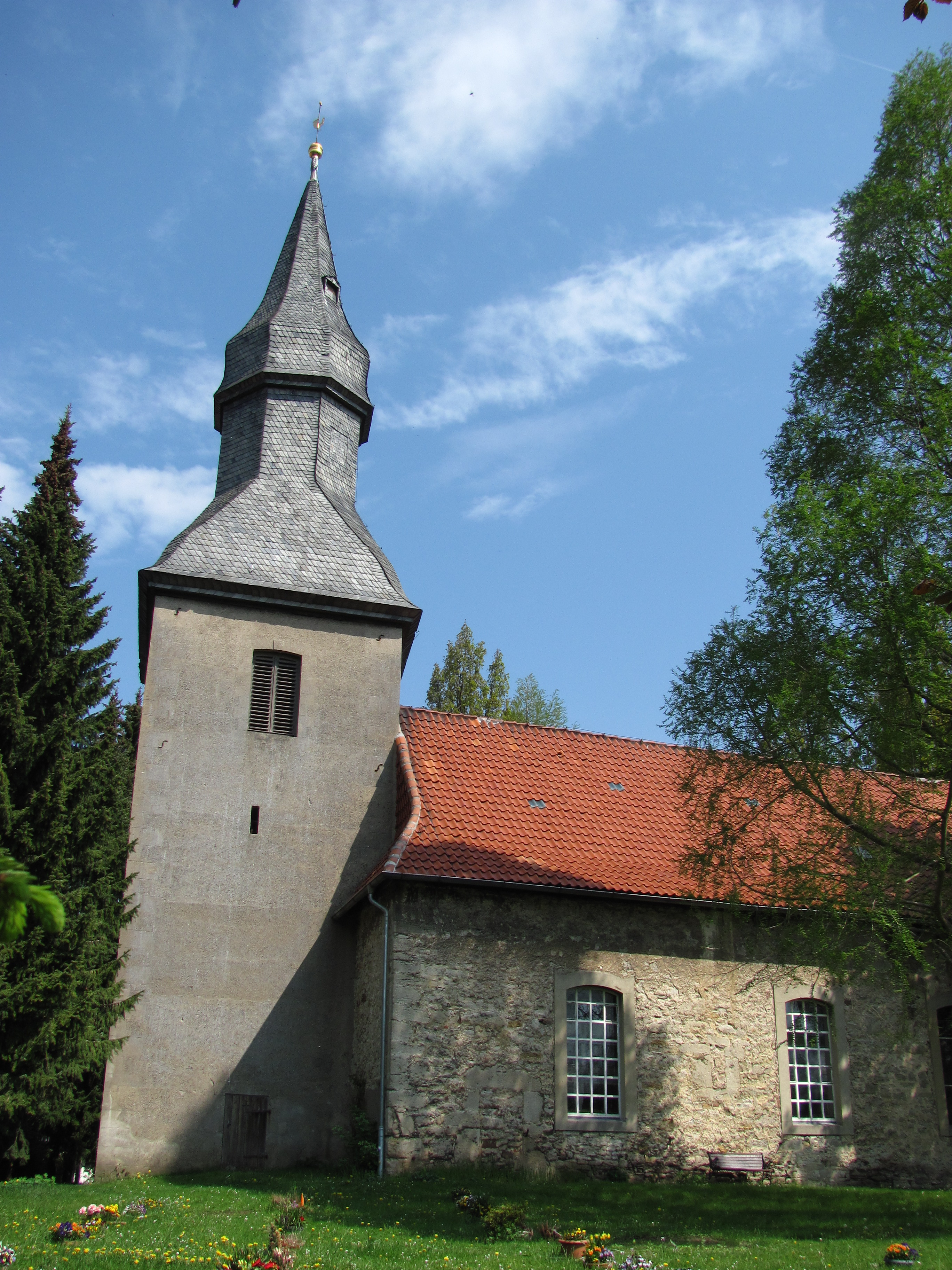
St. Laurentius

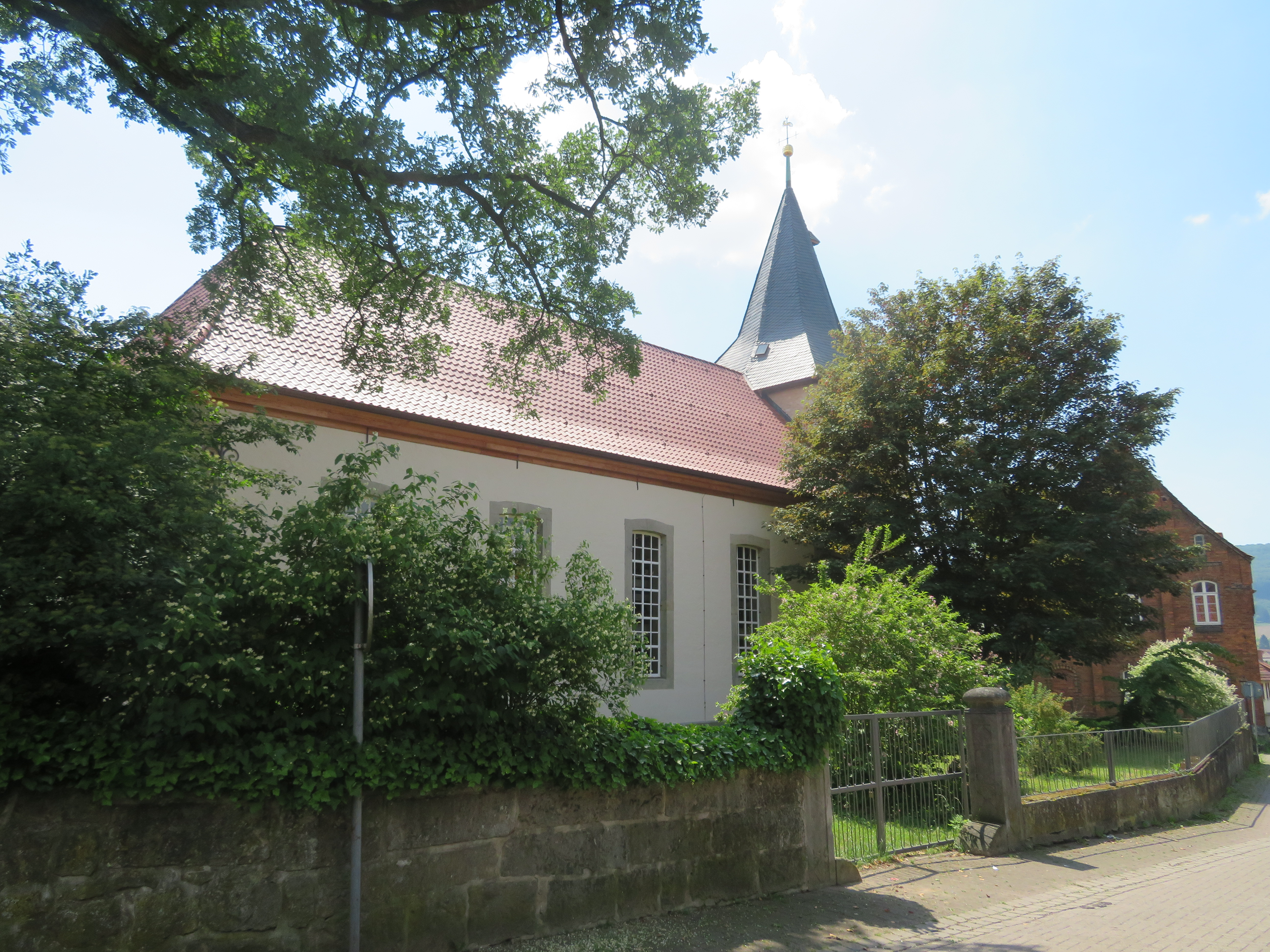
St. Georg

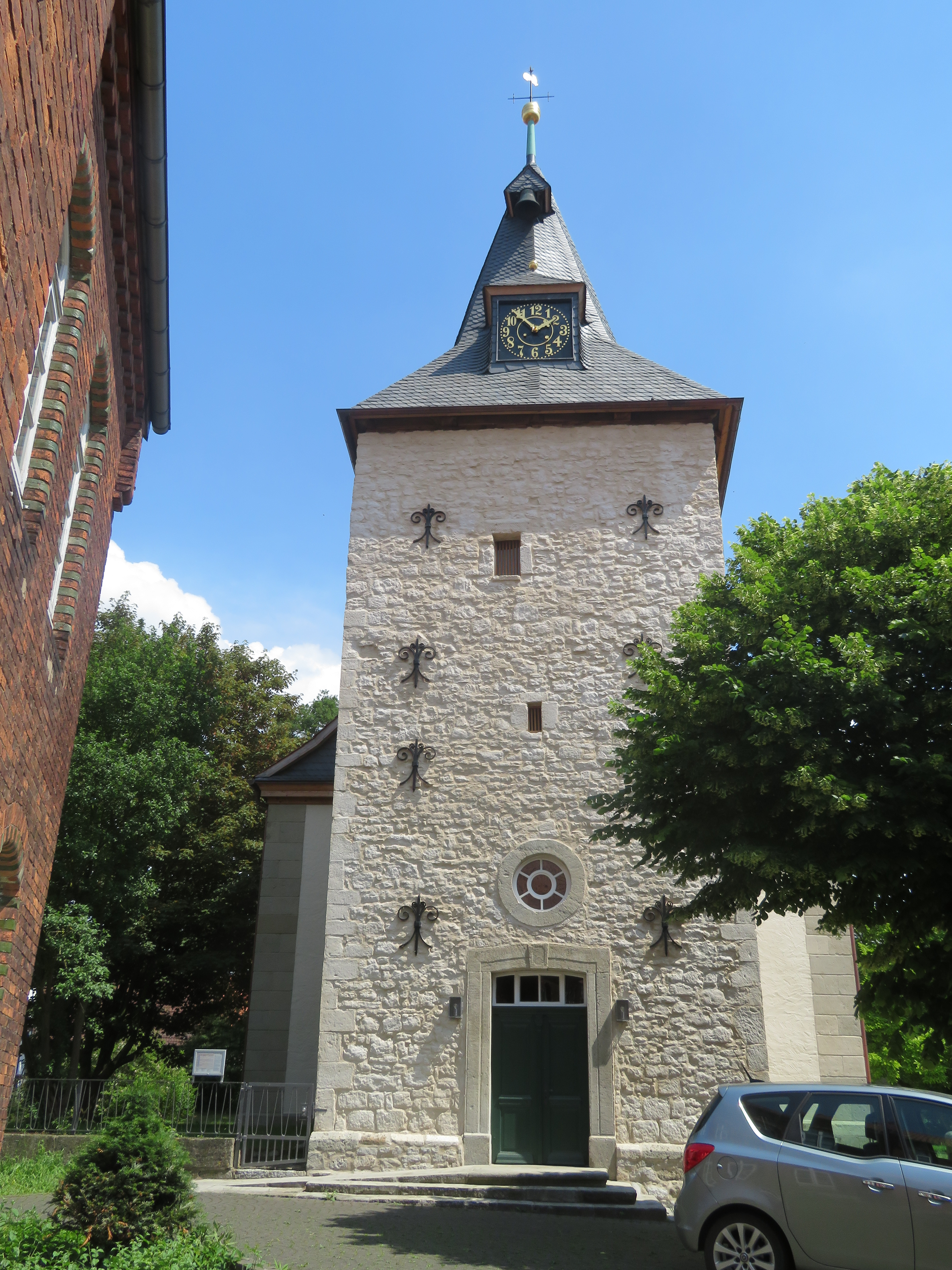
St. Georg

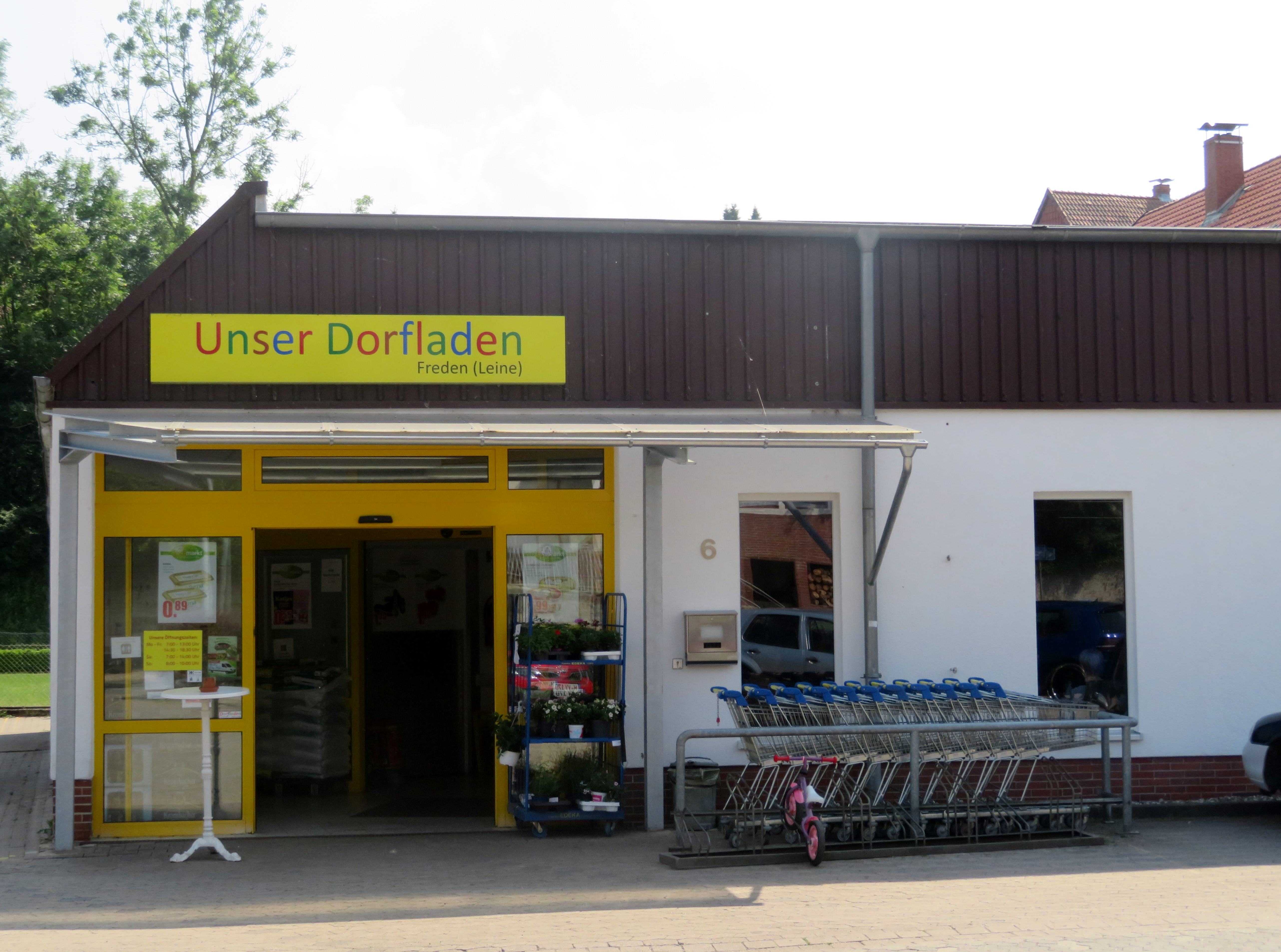
Dorfladen

Freden ist über die Bundesstraße 3, die unmittelbar westlich der Gemeinde liegt, an das Straßennetz angeschlossen. Der Ort verfügt zudem über einen Haltepunkt an der Leinetalstrecke. Es bestehen stündliche Zugverbindungen mit der privaten Bahngesellschaft Metronom nach Hannover und Göttingen. Des Weiteren führt der Leine-Heide-Radweg direkt durch den Ort, welcher von Süden kommend, entlang der Leine führt und Anschluss zu verschiedenen Fernradwegen bietet.

## Kultur und Sehenswürdigkeiten

### Bauwerke
Im Ort Freden befinden sich die evangelischen Kirchen St. Georg und St. Laurentius. Des Weiteren gab es eine neuapostolische und eine katholische Kirche.
- St. Georg erhebt sich auf einem Hügel oberhalb der Leine. Die Kirche hat einen Westturm von 25 m Höhe mit einer Grundfläche von 7 m × 7 m  aus Bruchsteinen aus der Zeit des späten Mittelalters mit einigen sehr kleinen Fenstern, die an Schießscharten erinnern – möglicherweise war St. Georg früher eine Wehrkirche. Das heutige Kirchenschiff – 23,5 m lang, 10,5 m breit und 6,75 m hoch – wurde 1818/19 im klassizistischen Stil erbaut. Im Inneren sind die Segmentbogendecke aus Holz, der spätklassizistische Kanzelaltar sowie die Deckenmalerei aus der Zeit um 1900 beachtenswert.[19]
- Auf einem Hügel im Ortskern Klein Fredens erhebt sich St. Laurentius. Das Kirchenschiff stammt – wie eine Inschrift über dem Eingang erkennen lässt – aus dem Jahr 1782, während der Turm zur Zeit der Gotik erbaut und 1667 erneuert wurde. Der Turm mit seinen heute noch gut als frühere Schießscharten erkennbaren Fenstern diente möglicherweise auch als Wehrturm. Im Innern der Kirche fällt vor allem der Kanzelaltar aus Holz vom Ende des 18. Jahrhunderts auf.
- Die 1971 errichtete katholische Kirche St. Hedwig wurde 2005 profaniert und danach abgetragen; heute befindet sich die nächstgelegene katholische Kirche im 3 km entfernten Winzenburg.
- Die neuapostolische Kirche wurde 2014[20] profaniert. Die nächste neuapostolische Kirche befindet sich im 10 km entfernten Alfeld.

### Veranstaltungen
Immer am Freitag nach Aschermittwoch wird in Freden der Winter ausgetrieben. Dieser Brauch wird seit über 100 Jahren in Freden praktiziert. Als Sünder und Symbolfigur wird Hinrich Koarl Kümmelneese von der Bevölkerung angezündet und von der Brücke in die Leine geworfen.
Die Internationalen Fredener Musiktage finden jährlich Anfang August statt. Hier wird Kammermusik aller Epochen gespielt. Das Programm widmet sich meistens einem oder mehreren bestimmten Themen, im Jahr 2022 der Musik Lateinamerikas. Hauptspielstätten sind die 1739 erbaute Fredener Zehntscheune, die Kirche St. Georg und das von Walter Gropius erbaute Fagus-Werk in Alfeld.
Des Weiteren werden verschiedene wiederkehrende Veranstaltungen von den örtlichen Vereinen ausgerichtet. Hierzu zählen unter anderem Osterfeuer, Dorfflohmarkt, Erntefest, Tanzveranstaltungen, Oktoberfest und Weihnachtsmarkt.

## Infrastruktur
Der Ort Freden verfügt über Grundschule, Krippe, Kindergärten, Freibad, sowie einer Sportanlagen (bestehend aus zwei Sporthallen, zwei Fußballplätze, Tartanlaufbahn und Tennisplätzen).
Im Ortskern befinden sich neben zwei Apotheken und Gaststätten, drei Supermärkte und ein Baumarkt. Über die Grenzen des Landkreises Hildesheim hinaus bekannt wurde Freden durch das Projekt „Unser Dorfladen“.

## Persönlichkeiten

### Söhne und Töchter der Gemeinde
- Friedrich Lorenz (1897–1944), katholischer Ordenspriester (Oblate der makellosen Jungfrau Maria), als NS-Gegner hingerichtet
- Rudolf Murray (* 1898), Regierungsbaurat, Leiter der Staatspolizeileitstelle Düsseldorf
- Friedrich Mennecke (1904–1947), NS-Arzt, Mittäter bei der Massentötung des sogenannten Euthanasieprogramms der Nationalsozialisten
- Hanns Hubmann (1910–1996), Fotograf und Fotojournalist, er fotografierte überwiegend Ereignisse der Politik und des Sports von der Zeit des Nationalsozialismus bis in die Zeit der alten Bundesrepublik
- Carl-Heinz Evers (1922–2010), Bildungsfachmann und Politiker (SPD), Schulsenator von Berlin, gilt als einer der Väter der bundesdeutschen Gesamtschule
- Werner Schlimme (1924–2010), Politiker (CDU), 1986–1996 Oberbürgermeister von Wolfsburg
- Georg Strohmeyer (1928–2020), Internist und Hochschullehrer

### Personen, die mit der Gemeinde in Verbindung stehen
- Carl Wiederhold (1863–1961), Maler, fertigte den Entwurf zur Ausmalung der St.-Laurentius-Kirche in Freden (1906, heute nur eine kleine Fläche einer Vorhangbemalung sichtbar)
- Carl Loges (1887–1958), Sport- und Gymnastiklehrer, starb in Freden
- Walter Köster (1903–1991), Lehrer und Schriftsteller, Leiter der Volkshochschule, Leiter des Verkehrsvereins und Ortsheimatpfleger, er erlebte das Ende des Zweiten Weltkrieges in einem Lazarett in Freden
- Alfred Salomon (1910–2006), evangelischer Pfarrer, Buchautor und Mitglied der Bekennenden Kirche, wirkte ab 1947 als Gemeindepfarrer in Freden
- Hans-Winfried Jüngling (1938–2018), Jesuit und Theologe, wohnte ab 1946 mit seiner Mutter und der Schwester in Freden und besuchte dort die Grundschule